# Ancylolomia nigrifasciata
Ancylolomia nigrifasciata is een vlinder uit de familie grasmotten (Crambidae). De wetenschappelijke naam van deze soort is voor het eerst geldig gepubliceerd in 2004 door Bassi.
De soort komt voor in tropisch Afrika.